# Anders Aldgård
Anders Tore Aldgård, född 16 september 1957 i Helsingborg, är en svensk teaterchef, regissör, koreograf och skådespelare.

## Karriär
Inspirerad av Nils Poppe satte han upp musikalen Lorden från gränden som skolteater. 1976 bildade han tillsammans med några vänner teaterföreningen Nöjesteatern som satte upp egna föreställningar i Helsingborgs konserthus. Aldgård medverkade också i Helsingborgsrevyn under flera säsonger.
Aldgård debuterade på Helsingborgs Stadsteater i Molières "Tartuffe" i regi av Hans-Karl Zeiser under Claes Sylwanders chefsperiod. Han medverkade även i succén "Turarna" av Stellan Olsson och Jan Ohlsheden.
Sommaren 1983 fick han tillfälle att spela mot sin förebild och stora idol Nils Poppe, när denne behövde en inhoppare för Hans-Peter Edh i Två man om en änka på Fredriksdalsteatern. Aldgård är självlärd som skådespelare och regissör, men har gått kompletteringsutbildning på Statens scenskola i Malmö. Egon Larsson blev hans läromästare i både skådespeleri och regi/koreografi. Gordon Marsh har också varit en stor influens för honom, såsom även Claes Sylwander.
1991 tog Anders Aldgårds bolag över Nya Teatern i Malmö Folkets Park, i samarbete med Julius Malmström och döpte om den till Nöjesteatern. Bland framgångarna på Nöjesteatern kan nämnas bland annat My Fair Lady, "Me and My Girl ", Can-Can", "Pippi Långstrump", Spanska flugan, Minister i klister, Skaffa mig en tenor, Vita Hästen och Guys and Dolls. Han regisserade "Victor/Victoria" på Oscarsteatern, vilket resulterade i två Guldmasker: Jan Malmsjö för Bästa manliga huvudroll, och Sofie Lindberg för Bästa kvinnliga biroll. Han blev Magnus Härenstams val som regissör för Härenstams föreställning "Morsning and Goodbye" på Lisebergsteatern, Intiman och Oscarsteatern. Aldgård gjorde även rösten till fågeln Zazu i Lejonkungen, Lejonkungen 2 och Lejonkungen 3. 2008 regisserade han The Producers – Det våras för Hitler på China Teatern i Stockholm som resulterade i sex Guldmasker bland annat för bästa föreställning, bästa huvudroll (Claes Malmberg) och bästa regi (Anders Aldgård). Samma musikal regisserade han även på Oslo Nye Teater, vilket belönades med Komiprisen för bästa scenföreställning i Norge 2011. På Oslo Nye Teater har Aldgård även regisserat "Lend Me a Tenor" och Carin Mannheimers "I Sista Minuten". Han regisserade succén "Familjen Addams" på Lorensbergsteatern i Göteborg. Han har regisserat Skövde Operettsällskap i tre uppsättningar: Vita Hästen 2007, Spanska Flugan 2008 och Charmören från Värsås 2009. Sommaren 2016 regisserade han "Sugar – I Hetaste Laget" på Fredriksdalsteatern i Helsingborg med Eva Rydberg och Tomas Petersson; och sommaren 2018 "Fars Lilla Tös" med Eva och Birgitta Rydberg och Anders "Ankan" Johansson. Spelåret 2017–2018 regisserade han succén "The Sound of Music" på Nöjesteatern med bland andra Elisa Lindström, Christopher Wollter och Sofie Lindberg, där han även medverkade i rollen som Max Detweiller.
Med undantag för 2012 och 2016, har Aldgård under åren 2009–2018 regisserat och koreograferat sommarteatern vid Gunnebo slott i Mölndal utanför Göteborg. Somrarna 2010 och 2011 spelade han själv med i uppsättningen av Vita Hästen respektive Lorden från gränden, båda åren tillsammans med Claes Malmberg och Stefan Ljungqvist. Till revyuppsättningen Från Parken till Vegas på Gunnebo slott sommaren 2014 regisserade och koreograferade Aldgård föreställningen, samt medverkade som textförfattare. 2015 regisserade han, bearbetade och skrev sångtexter (till Thomas Darelids nyskrivna musik) till "Charleys Tant" med Claes Malmberg, Jan Malmsjö och Marianne Mörck, en enorm succé, som spelades både i Malmö och Stockholm (där med Ewa Roos) för överfulla salonger och som senare också sändes i TV. 2017 satte han upp "Spanska Flugan" med bland andra Sven Melander, Ewa Roos, Reuben Sallmander, Ulf Eklund,  Stefan Ljungqvist, Victoria Kahn och Hanna Hedlund; och 2018 "Kuta & Kör" med Allan Svensson, Sofie Lindberg, Lars-Åke "Babsan" Wilhelmsson, Ola Forssmed, Lotta Thorell, Hans Josefsson och Christian Åkesson.
Sommaren 2021 medverkade han i och regisserade Promenadteatern "Professorns Dilemma" på Huseby Bruk. Hösten 2021 regisserade han succén "Glada Änkan" på Nöjesteatern i Malmö, där han även spelade baron Zeta. Sommaren  2022 regisserade han och medverkade i Promenadteatern "Skandalen på Huseby" på Huseby Bruk; en föreställning som återkommer sommaren  2023. Sommaren 2023 regisserar han även, och medverkar i, Eva Rydbergs sista produktion på Fredriksdalsteatern i Helsingborg: "Två Man om En Änka".

## Filmografi, roller
- 1987 – Allt ljus på mig (TV-serie)
- 1994 – Lejonkungen
- 1998 – Lejonkungen II - Simbas skatt
- 2000 – Vita hästen
- 2001 – Ænder uden tænder (TV-serie)
- 2004 – Lejonkungen 3 - Hakuna Matata
- 2005 – Wallander – Bröderna
- 2021 – Tunna blå linjen (TV-serie)
- 2021 – Jakten på en mördare (TV-serie)
- 2022 – Tunna blå linjen (TV-serie)

## Teater

### Roller (ej komplett)
| År   | Roll            | Produktion                                               | Regi           | Teater                   |
| ---- | --------------- | -------------------------------------------------------- | -------------- | ------------------------ |
| 1975 | Mats            | Turarna, en färjepjäs Stellan Olsson och Jan Olsheden    | Stellan Olsson | Helsingborgs stadsteater |
| 1993 | Dunder-Karlsson | Pippi Långstrump Astrid Lindgren                         | Gordon Marsh   | Nöjesteatern, Malmö      |
| 2010 | Sigismund       | Vita Hästen Ralph Benatzky, Erik Charell och Hans Müller | Anders Aldgård | Gunnebo slottsteater     |
| 2011 |                 | Lorden från gränden L. Arthur Rose och Noel Gay          | Anders Aldgård | Gunnebo slottsteater     |
| 2012 | Piccolon        | Vita Hästen Ralph Benatzky, Erik Charell och Hans Müller | Anders Aldgård | Nöjesteatern             |

### Regi (ej komplett)
| År   | Produktion                                         | Upphovsmän                                                                | Teater                                       |
| ---- | -------------------------------------------------- | ------------------------------------------------------------------------- | -------------------------------------------- |
| 2003 | Victor/Victoria                                    | Blake Edwards, Leslie Bricusse, Henry Mancini och Frank Wildhorn          | Oscarsteatern                                |
| 2008 | The Producers – Det våras för Hitler The Producers | Mel Brooks Översättning Calle Norlén                                      | Chinateatern                                 |
| 2009 | Skaffa mig en tenor Lend Me a Tenor                | Ken Ludwig                                                                | Gunnebo slottsteater                         |
| 2010 | Vita Hästen Im weißen Rößl                         | Ralph Benatzky, Erik Charell och Hans Müller                              | Gunnebo slottsteater                         |
| 2011 | Vita Hästen Im weißen Rößl                         | Ralph Benatzky, Erik Charell och Hans Müller                              | Riksteatern                                  |
| 2011 | Lorden från gränden Me and My Girl                 | L. Arthur Rose och Noel Gay                                               | Gunnebo slottsteater                         |
| 2012 | Vita Hästen Im weißen Rößl                         | Ralph Benatzky, Erik Charell och Hans Müller Översättning Anders Aldgård  | Nöjesteatern                                 |
| 2013 | Charmören från Långedrag Der wahre Jacob           | Franz Arnold och Ernst Bach                                               | Gunnebo slottsteater                         |
| 2014 | Från Parken till Vegas, revy                       | Claes Malmberg och Lennie Norman                                          | Gunnebo slottsteater                         |
| 2015 | Charleys tant Charley's Aunt                       | Brandon Thomas                                                            | Gunnebo slottsteater flyttad till Slagthuset |
| 2016 | Sugar – I hetaste laget Sugar                      | Jule Styne, Bob Merrill och Peter Stone Översättning Anders Aldgård       | Fredriksdalsteatern                          |
| 2017 | Spanska flugan Die spanische Fliege                | Franz Arnold och Ernst Bach                                               | Gunnebo slottsteater                         |
| 2018 | Fars lilla tös Hurra, ein Junge                    | Franz Arnold och Ernst Bach Översättning Sven Melander och Mikael Neumann | Fredriksdalsteatern                          |